# Ashrafiat Sahnaya
Ashrafiat Sahnaya (en árabe: أشرفية صحنايا‎: , también transliterado como Ashrafiyat Sahnaya) es una ciudad siria a 8 km al suroeste de Damasco, administrativamente parte de la gobernación de Rif Dimashq. Según la Agencia Central de Estadísticas de Siria, la ciudad tenía 30.519 habitantes en el censo de 2004. Ashrafiyat Sahnaya es una de las pocas localidades del Ghuta con una mayoría drusa, junto con Jaramana, Sahnaya y Deir Ali.
Otras localidades cercanas incluyen Daraya al norte, Sahnaya al sur, y al-Sabinah al este. 

## Historia
Los orígenes de Ashrafiat Sahnaya se remontan al siglo XII d. C. Fue construida por el rey Al-Ashraf Musa bin Sultan Abu Bakr, hijo del sultán Saladino, sobre las ruinas de un antiguo pueblo arameo.
Tradicionalmente forma parte del Ghuta, la región agrícola que rodea Damasco. La ciudad es lugar para la producción de árboles frutales como olivos, viñas y almendros, así como cultivos de temporada de cereales y hortalizas. La población de la ciudad ha aumentado constantemente debido a la expansión urbana de Damasco, así como el paso de la autopista Daraa-Damasco por su territorio.

### Guerra civil
Ashrafiat Sahnaya es una de las ciudades que más ha sufrido la guerra civil siria. En 2013, se reportó en esta ciudad el uso de armas químicas. El 25 de agosto de ese año tuvo lugar una batalla entre el Ejército sirio y la oposición insurrecta en Ashrafiyat Sahnaya. Los opositores lanzaron sarin a un grupo de cinco Ejército sirio soldados con una catapulta. Cinco días después del incidente, las víctimas fueron entrevistadas por una misión de Naciones Unidas para investigar el uso de armas químicas en Siria.